# Астерикс и Клеопатра
„Астерикс и Клеопатра“ (на френски: Astérix et Cléopâtre) е шестата книжка с комикси от поредицата за Астерикс на Рене Госини и Албер Юдерзо. Като книга е публикувана за първи път през 1965 г. Адаптирана е два пъти: през 1968 по нея е направен едноименен анимационен филм, а през 2002 – игрален филм със заглавие „Астерикс и Обеликс: Мисия Клеопатра“.

## Сюжет
Комиксът започва със спора между Клеопатра, царица на Египет, и Юлий Цезар, в които Цезар омаловажава постиженията на египетския народ. Разгневена, Клеопатра прави облог с Цезар обещава да изгради нов дворец в Александрия, в рамките на три месеца. Клеопатра призовка Панелис, който претендира да бъде най-добрият архитект в Египет. Тя обещава на Панелис, че ако той построява двореца на времето, той ще бъде покрита със злато, ако той не успее, той ще бъде храна за свещените крокодили.
Притеснен Панелис мисли, че той се нуждае от магия, за да му помогне той отплава за Галия и моли за помощта на галите, Астерикс, Обеликс, Панорамикс, и Идефикс. Благодарение на Панроамикс и неговата магическа отвара. След присигането на галите работата върви напред по график, въпреки многобройните опити на съперника на Панелис, Амаципис, да саботират строителството, след като Панелис казва, че не искате да получите помощ от тях. Панелис казва на работниците да искат по-малко разбиване, което ще забави строителството. Въпреки това Панорамикс дава магически еликсир на работниците. Амаципис подкупва човека за доставката на камъни, за да хвърли стоката си. Астерикс и Обеликс го карат да разкрие истината. Междувременно главореза на Амациис се опитва да заключите галите вътре в една от пирамидите на Гиза, но Идефикс помага намира изход. Амаципис не се отказва той изпраща отровна торта Клеопатра, но Панорамикс прави противотрова и спасява Клеопатра и дегустатурът ѝ. Междувременно Панелис е отвлечен и скрит в саркофаг в къщата на Амаципис, но Астерикс Обеликс го освобождават. Работата на строежа продължава.
Точно преди двореца да бъде завършен, Цезар осъзнава че са дошли три гали в Египет и се намесва чрез изпращане на легиони, който ще задържат галите. Астерикс и Обеликс се бият с римските легонери, но командващ центурион обсажда сградата с катапулти. В отчаянието си, Астерикс и Идефикс доставят новини на Клеопатра. Бясна Клеопатра се втурва на строителния обект. Легионите на Цезар спират атаката си и помагат на работниците (без никакви магически еликсир, за да им помогне) и двореца е успешно завършена навреме. Клеопатра печели залога си и се покрива Панелис със злато. Панелис и Амаципис се примиряват и съгласяват да изградят пирамиди заедно. Клеопатра дава Панорамикс някои папируси ръкописи от библиотеката на Александрия като подарък.